# 仲原善忠
仲原 善忠（なかはら ぜんちゅう、1890年〈明治23年〉7月15日 - 1964年〈昭和39年〉11月25日)は、日本の教育者、沖縄研究家。

## 略歴
沖縄県出身。広島高等師範学校卒業後、1924年に東京の成城学園の教諭となり、旧制成城高等学校（現・成城大学）教授、経営にもあたる。戦後、沖縄人連盟会長、沖縄文化協会会長などを務める。1948年同協会の機関誌『沖縄文化』を創刊,古歌謡「おもろ」の研究につくした。1979年沖縄文化協会賞仲原善忠賞が設けられた。

## 著書
- 『日本外交史』イデア書院〈児童図書館叢書 第55篇〉、1925年2月。 NCID BA43218372。全国書誌番号:43040652。
- 『理法探究 日本地理原論及細説』大同館書店、1925年10月。 NCID BA40144804。全国書誌番号:43048442。
- 『日本漂流奇談』イデア書院、1928年8月。 NCID BA66557559。全国書誌番号:47015123。
- 『最近欧米地理教育の実際』明治図書、1930年3月。 NCID BN02137067。全国書誌番号:46088910。
- 『世界地理精義』 上巻、文化書房、1931年11月。 NCID BA45219999。全国書誌番号:47005054。
- 『遣唐使 その他』春陽堂〈新文庫 17〉、1943年3月。 NCID BA37450052。全国書誌番号:46004391。
- 『新制東洋史』千葉商事出版部、1948年9月。 NCID BA46431252。全国書誌番号:48013772。
- 『かがり糸』仲原善忠、1957年3月。全国書誌番号:95067216。
- 『おもろ新釈』琉球文教図書、1957年5月。 NCID BN10616542。全国書誌番号:57012459。
- 『琉球の歴史』 上・下、琉球文教図書、1952年7月-1953年4月。 NCID BA53568734。全国書誌番号:45001464。
  - 『琉球の歴史』文教図書、1978年6月。 NCID BN04567497。全国書誌番号:95063230。

### 共編著
- 仲原善忠・外間守善 編『校本おもろさうし』角川書店、1965年12月。 NCID BN05439743。全国書誌番号:66000275。
- 仲原善忠、外間守善『おもろさうし』 辞典総索引、角川書店、1967年3月。 NCID BN10145446。全国書誌番号:67005670。

### 選集・全集
- 『仲原善忠選集』 上中下、沖縄タイムス社、1969年7月。 NCID BN05204342。全国書誌番号:73016498。
- 『仲原善忠全集』 全5巻、沖縄タイムス社、1977年4月-1978年3月。 NCID BN02986604。全国書誌番号:79017030。

### 目録
- 『仲原文庫目録』琉球大学附属図書館、1967年10月。 NCID BN16001245。全国書誌番号:68010364。
- 『仲原善忠資料 著書論文目録・「家庭制度の主張」・『わか葉』』法政大学沖縄文化研究所〈沖縄研究資料 32〉、2021年3月。 NCID BC06749556。全国書誌番号:23553815。